# Мордовник
Мордо́вник, Эхи́нопс (лат. Echínops) — род многолетних, реже однолетних, колючих травянистых растений семейства Астровые, или Сложноцветные (Asteraceae).
Распространён от Иберийского полуострова по Южной Европе через степи Азии до Японии на Дальнем Востоке. Южная граница ареала проходит по Северной Африке, Малой Азии, Ирану и Афганистану.
Растёт, как правило, по склонам холмов, в степях, по берегам рек на лугах, на опушках среди кустарников, на пустырях и в оврагах.

## Название
Латинское название происходит от греческого слова echinos — «ёж» и ops — «облик», в связи с внешним видом, часто колючих, шаровидных головок.
Точно такое же латинское название имеет род животных малые тенреки из семейства щетинистых ежей, обитающих на юге Мадагаскара.
Прежде растение могло упоминаться под иными названиями: Осот ежовый, Ежовник, Мордвинник, Перестрел, Татарник. Однако, в современном русском языке эти названия либо утратили свой прежний смысл, либо обозначают иные растения. Например, Ежовник (Echinochloa) — трава семейства Злаки, а Татарник (Onopordum) — род близкородственных растений из того же семейства и схожего габитуса.
Точная этимология русского названия, несмотря на свою внешнюю ясность и полное подобие с родственным татарником, доподлинно не установлена. По всей видимости, фитоним образован от слова «мордва» или Мордовия, территория проживания финно-угорского мордовского народа.
В разговорном русском языке мордовники (также мордвинники или мордвины),:98-99 рассматриваемые в обиходном смысле слова, входят в большую группу так называемых волчцев, — колючих сорных растений, названия которых в большой части взаимозаменяемы. Все эти растения имеют общий признак: они превращают земли в неугодья, заросшие колючим бурьяном. Помимо основного фитонима для колючих сорных растений, которым в целом признан чертополох, волчцы включают в себя некий общий набор титульных «трав запустения», включающий в себя такие общеупотребительные народные или диалектные названия как: будяк (бодяк), дедовник, лопух, репей (репейник), мордвин (мордовник), осот, татарин (татарник)...:62
Приведённые выше фитонимы отсылают к неопределённому числу общеизвестных и распространённых названий таксонов (как родов, так и отдельных видов растений), среди которых, прежде других, можно перечислить (по алфавиту): Agrimonia, Arctium, Carduus, Carlina, Cirsium, Sonchus, Echinops (мордовник), Eryngium, Inula, Phlomis, Onopordon, Xanthium.:62:т.IV:1037-1038 При этом популярность и, соответственно, распределение народных имён неравномерно. К примеру, из перечисленных выше девяти русских обиходных фитонимов к родам Carduus и Cirsium применяются все девять, а к роду Arctium — шесть.:92-94 Под большинством из этих названий нетрудно встретить упоминания, в том числе, и мордовника в обиходном русском языке, который по рассмотрении вполне может оказаться бодяком, чертополохом или синеголовником.

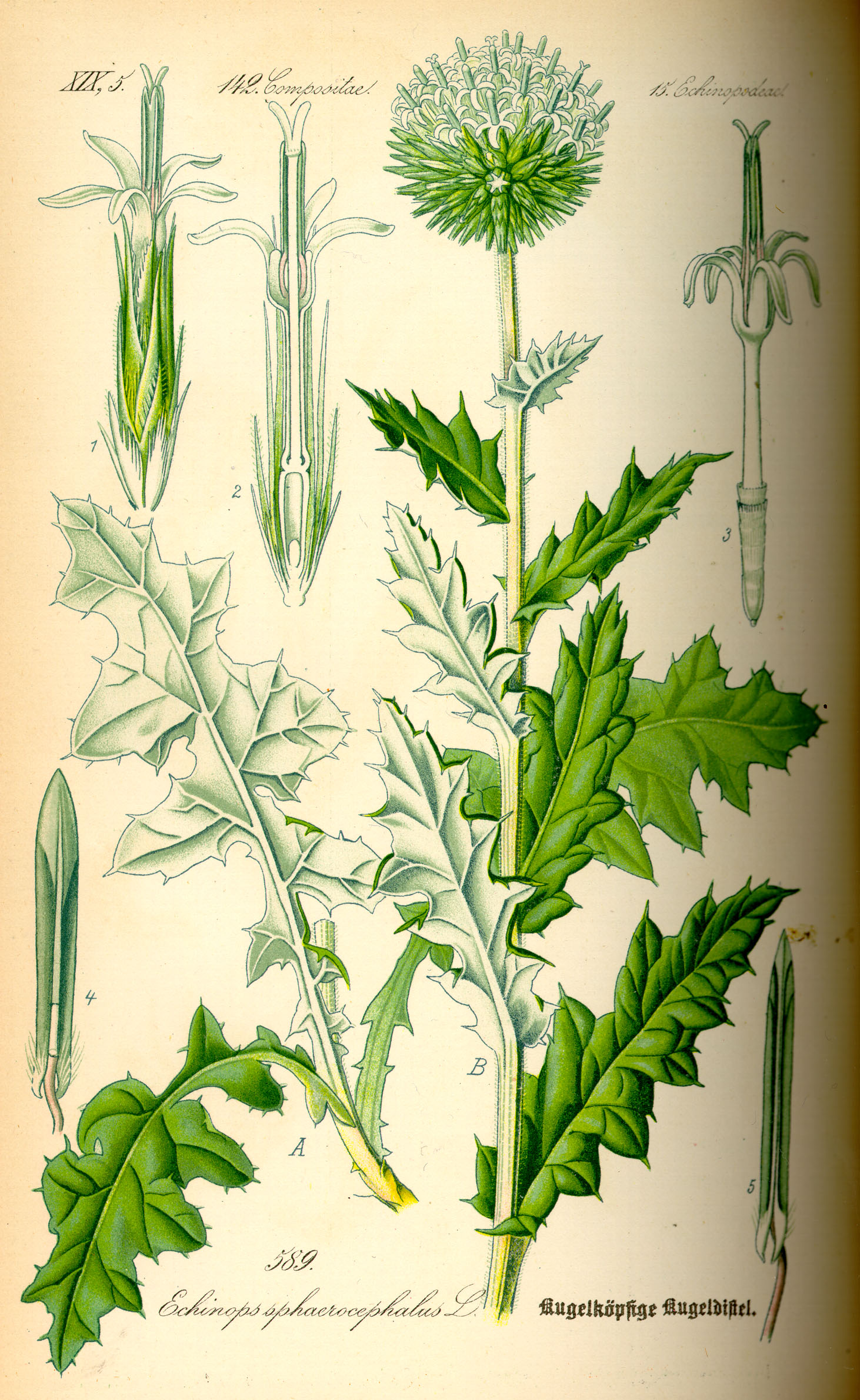
Мордовник шароголовый — типовой вид рода Мордовник.

## Ботаническое описание
Растение высотой до 2 м.
Стебли одиночные, реже их несколько, прямые, колючие, простые или ветвистые в верхней части, ребристые, иногда опушённые с мясистым стержневым маловетвистым корнем.
Листья колючие, зубчато-надрезанные или дважды перисто-рассечённые, реже цельные, по краю зубчатые, расположены в очередном порядке: вверху тёмно-зелёные, снизу бело-войлочные. Прикорневые листья черешковые, остальные сидячие.
Цветки обоеполые мелкие, трубчатые или воронковидные, голубые, сероватые или белые в одноцветковых корзинках, собранных в шаровидные соцветия диаметром 3—5 см. Мордовник отличается от других астровых соцветием: многочисленные одноцветковые корзинки собраны в шарообразную корзинку второго порядка. Обёртка корзинки второго порядка незаметна, состоит из мелких, часто щетиновидных листочков. Каждый цветок окружён обёрткой из многих листочков и щетинок.
Плод — цилиндрическая семянка длиной 6 мм с чашевидным хохолком. Цветёт в мае — августе, плодоносит в июне — августе.

## Значение и применение
На пастбище поедаются только верблюдами, другими видами скота почти не поедаются. Плоды содержат ядовитый алкалоид. Мордовники хорошие медоносные растения. 

### История
Одно из первых упоминаний мордовника встречается у врача и ботаника античности Диоскорида в труде «О лекарственных веществах» (лат. De materia medica). Ещё в древности препараты из мордовника применялись для коррекции периферических параличей, парезов и астенических состояний.

### В медицине
До недавнего времени плоды мордовника обыкновенного и мордовника шароголового служили сырьём для получения медицинского препарата «Эхинопсин», действующим началом которого является алкалоид эхинопсин. Содержание алкалоида в семенах растения достигает 1,5—2 %, в стеблях и листьях — значительно меньше. Эхинопсин по физиологическому действию сходен со стрихнином. В медицине раньше использовали нитрат этого алкалоида в виде раствора для инъекций. В настоящее время эхинопсин исключён из числа разрешённых препаратов.
В народной медицине используются отвары семян и настойки плодов мордовника. Ими лечат головные боли, эпилептические припадки, парезы, рассеянный склероз, последствия хронического лучевого воздействия и полиомиелиты. В плодах мордовника содержится жирное масло (до 28 %), применяемое наружно при некоторых кожных заболеваниях. Мордовник даурский применяется в китайской медицине как кровоостанавливающее и противовоспалительное средство. В токсикологическом отношении растение изучено недостаточно.

## Культивирование
Культивируется как декоративное растение в парках, используется также как сухоцвет. Известные сорта некоторых видов популярны у садоводов Западной Европы.
Отдельные виды известны как медоносы и культивируются пчеловодами на пустырях и обочинах.

## Таксономия
Echinops L., 1753, Species Plantarum 2: 814. 

### Виды
Род составляет около 190 видов.
Некоторые виды:
- Echinops albicaulis Kar. & Kir. — Мордовник белостебельный
- Echinops bannaticus Rochel ex Schrad. — Мордовник банатский
- Echinops cornigerus DC.
- Echinops echinatus Roxb.
- Echinops exaltatus Schrad. — Мордовник возвышенный
- Echinops karatavicus Regel & Schmalh. — Мордовник каратавский
- Echinops latifolius Tausch — Мордовник широколистный
- Echinops niveus Wall. ex DC.
- Echinops ritro L. — Мордовник обыкновенный
  - Echinops ritro subsp. ruthenicus (M.Bieb.) Nyman [syn.  Echinops ruthenicus M.Bieb. — Мордовник русский]
- Echinops setifer Iljin
- Echinops sphaerocephalus L. typus[1] — Мордовник шароголовый
- Echinops spinosissimus Turra — Мордовник колючейший
- Echinops strigosus L.
- Echinops tataricus Knjaz. — Мордовник татарский